# Oud-Heverlee Leuven in het seizoen 2019/20
Oud-Heverlee Leuven neemt in het seizoen 2019 - 2020 deel aan de Eerste klasse B en de Croky Cup.

## Spelerskern 2019/20
| Nr.           | Naam                | Nationaliteit | Geboortedatum | Vorige club                             |
| ------------- | ------------------- | ------------- | ------------- | --------------------------------------- |
| Keepers       |                     |               |               |                                         |
| 1             | Kawin Thamsatchanan | Thailand      | 26-01-1990    | Muangthong United (2008-2017)           |
| 16            | Darren Keet         | Zuid-Afrika   | 05-08-1989    | Bidvest Wits (2016-2019)                |
| 26            | Laurent Henkinet    | België        | 14-06-1992    | Waasland-Beveren (2015-2016)            |
| 38            | Oregan Ravet        | België        | 13-07-2001    | Eigen Jeugd                             |
| Verdedigers   |                     |               |               |                                         |
| 2             | Jan Van den Bergh   | België        | 02-10-1994    | KAA Gent (2019-2020)                    |
| 3             | Derrick Tshimanga   | België        | 06-11-1988    | Willem II (2016–2017)                   |
| 4             | Kenneth Schuermans  | België        | 25-05-1991    | KVC Westerlo (2011–2017)                |
| 5             | Pierre-Yves Ngawa   | België        | 09-02-1992    | Perugia (2018-2019)                     |
| 15            | Dylan Ouédraogo     | Burkina Faso  | 22-07-1998    | Apollon Limassol (2018-2019)            |
| 19            | Frédéric Duplus     | Frankrijk     | 07-04-1990    | RC Lens (2017–2018)                     |
| 23            | Sascha Kotysch      | Duitsland     | 02-10-1988    | STVV (2010–2019)                        |
| 27            | Jordy Gillekens     | België        | 18-02-2000    | Eigen Jeugd                             |
| 28            | Toon Raemaekers     | België        | 09-09-2000    | Eigen Jeugd                             |
| 31            | Brent Laes          | België        | 18-04-2000    | Eigen Jeugd                             |
| Middenvelders |                     |               |               |                                         |
| 6             | David Hubert        | België        | 12-02-1988    | Excel Moeskroen (2015–2017)             |
| 8             | Tom Van Hyfte       | België        | 28-04-1986    | KFCO Beerschot-Wilrijk (2017-2019)      |
| 10            | Xavier Mercier      | Frankrijk     | 25-07-1989    | Cercle Brugge (2017-2019)               |
| 14            | Kamal Sowah         | Ghana         | 09-01-2000    | Leicester City (2018)                   |
| 17            | Samy Kehli          | Frankrijk     | 27-01-1991    | Sporting Lokeren (2017-2018)            |
| 20            | Isaac Asante        | Ghana         | 21-08-2002    | KSC Lokeren Oost-Vlaanderen (2018-2019) |
| 22            | Olivier Myny        | België        | 10-11-1994    | Waasland Beveren (2015-2018)            |
| 24            | Tristan Borges      | Canada        | 26-18-1998    | Forge FC (2019)                         |
| 33            | Mathieu Maertens    | België        | 27-03-1995    | Cercle Brugge (2013–2017)               |
| 77            | Yohan Croizet       | Frankrijk     | 15-02-1992    | Sporting Kansas City (2018-2019)        |
| 99            | Aboubakar Keita     | Ivoorkust     | 05-11-1997    | FC Kopenhagen (2016-2019)               |
| Aanvallers    |                     |               |               |                                         |
| 7             | Yannick Aguemon     | Benin         | 11-02-1992    | Union Sint-Gillis (2016–2017)           |
| 8             | Sam Hendriks        | Nederland     | 25-01-1995    | Go Ahead Eagles (2016–2018)             |
| 9             | Thomas Henry        | Frankrijk     | 20-09-1994    | AFC Tubize (2018–2019)                  |
| 11            | Yannis Mbombo       | België        | 08-04-1994    | Excel Moeskroen (2017–2018)             |
| 12            | Stallone Limbombe   | België        | 26-03-1991    | KAA Gent (2018–2019)                    |
| 18            | Jo Gilis            | België        | 05-02-2000    | Eigen Jeugd                             |
| 30            | Milan Tučić         | Slovenië      | 15-08-1996    | Rudar Velenje (2017–2019)               |
| 32            | Daan Vekemans       | België        | 22-02-2000    | Eigen Jeugd                             |
| 39            | Arthur Allemeersch  | België        | 27-07-2001    | Eigen Jeugd                             |
| 43            | Jérémy Perbet       | Frankrijk     | 12-12-1984    | Sporting Charleroi (2018–2020)          |

## Transfers

### Zomer
| Naam                   | Nationaliteit | Van/naar               | Type           |
| ---------------------- | ------------- | ---------------------- | -------------- |
| Inkomend               |               |                        |                |
| Darren Keet            | Zuid-Afrika   | Bidvest Wits           | Gekocht        |
| Aboubakar Keita        | Ivoorkust     | FC Kopenhagen          | Gekocht        |
| Dylan Ouédraogo        | Burkina Faso  | Apollon Limassol       | Gekocht        |
| Xavier Mercier         | Frankrijk     | Cercle Brugge          | Gekocht        |
| Milan Tučić            | Slovenië      | Rudar Velenje          | Gekocht        |
| Jérémy Perbet          | Frankrijk     | R. Charleroi SC        | Huur           |
| Kamal Sowah            | Ghana         | Leicester City         | Huur           |
| Pierre-Yves Ngawa      | België        | Perugia Calcio         | Transfervrij   |
| Tom Van Hyfte          | België        | KFCO Beerschot-Wilrijk | Transfervrij   |
| Uitgaand               |               |                        |                |
| Simon Diedhiou         | Senegal       | Geen club              | Einde contract |
| Nick Gillekens         | België        | Geen club              | Einde contract |
| Julien Gorius          | Frankrijk     | Geen club              | Einde contract |
| Bartosz Kapustka       | Polen         | Leicester City         | Einde huur     |
| Elliott Moore          | Engeland      | Leicester City         | Einde huur     |
| Ahmed Touba            | België        | Club Brugge            | Einde huur     |
| Jellert Van Landschoot | België        | Club Brugge            | Einde huur     |
| Dimitri Daeseleire     | België        | K. Rupel-Boom FC       | Transfervrij   |
| Joeri Dequevy          | België        | RWDM                   | Transfervrij   |
| Jovan Kostovski        | Macedonië     | Ethnikos Achnas        | Transfervrij   |
| Koen Persoons          | België        | R. Knokke FC           | Transfervrij   |
| George Hirst           | Engeland      | Leicester City         | Verkocht       |
| Redouane Kerrouche     | Frankrijk     | CD Aves                | Verkocht       |
| Jarno Libert           | België        | RWDM                   | Verkocht       |
| Jenthe Mertens         | België        | Go Ahead Eagles        | Verkocht       |
| Leo Njengo             | België        | URSL Visé              | Verkocht       |

### Winter
| Naam                | Nationaliteit | Van/naar                   | Type    |
| ------------------- | ------------- | -------------------------- | ------- |
| Inkomend            |               |                            |         |
| Tristan Borges      | Canada        | Forge FC                   | Gekocht |
| Stallone Limbombe   | België        | KAA Gent                   | Gekocht |
| Jan Van den Bergh   | België        | KAA Gent                   | Huur    |
| Yohan Croizet       | Frankrijk     | Zonder club                | Gratis  |
| Uitgaand            |               |                            |         |
| Sam Hendriks        | Nederland     | SC Cambuur                 | Huur    |
| Kawin Thamsatchanan | Thailand      | Hokkaido Consadole Sapporo | Huur    |

## Proximus League

### Reguliere competitie

#### Wedstrijden
| Wedstrijddetails                                                                                     | Thuisploeg                                                | Uitslag                                         | Uitploeg                                                       | Opstelling | Kaarten                                                    |
| --- | --------------------------------------------------------- | ----------------------------------------------- | -------------------------------------------------------------- | --- | ---------------------------------------------------------- |
| Periode 1                                                                                            |                                                           |                                                 |                                                                | |                                                            |
| 3 augustus 2019 17:00 King Power at Den Dreef Leuven Ref.: Bert Put Toeschouwers: 2.853              | Oud-Heverlee Leuven                                       | 1 - 0                                           | Excelsior Virton                                               | Henkinet Tshimanga, Schuermans, Kotysch, Gillekens (67' Kehli), Duplus Aguemon, Keita, Maertens (67' Van Hyfte), Mercier (82' Sowah) Henry     |                                                            |
| 3 augustus 2019 17:00 King Power at Den Dreef Leuven Ref.: Bert Put Toeschouwers: 2.853              | Henry 90+1'                                               | 1 - 0                                           |                                                                | Henkinet Tshimanga, Schuermans, Kotysch, Gillekens (67' Kehli), Duplus Aguemon, Keita, Maertens (67' Van Hyfte), Mercier (82' Sowah) Henry     |                                                            |
| 9 augustus 2019 20:30 't Kuipje Westerlo Ref.: Wesley Alen Toeschouwers: 2.967                       | KVC Westerlo                                              | 1 - 0                                           | Oud-Heverlee Leuven                                            | Henkinet Tshimanga, Keita (83' Sowah), Schuermans, Kotysch, Duplus Aguemon (67' Myny), Kehli, Maertens, Mercier (67' Van Hyfte) Henry          | 17' Keita 83' Henry                                        |
| 9 augustus 2019 20:30 't Kuipje Westerlo Ref.: Wesley Alen Toeschouwers: 2.967                       | Abrahams 60'                                              | 1 - 0                                           |                                                                | Henkinet Tshimanga, Keita (83' Sowah), Schuermans, Kotysch, Duplus Aguemon (67' Myny), Kehli, Maertens, Mercier (67' Van Hyfte) Henry          | 17' Keita 83' Henry                                        |
| 16 augustus 2019 20:30 King Power at Den Dreef Leuven Ref.: Jasper Vergoote Toeschouwers: 4.286      | Oud-Heverlee Leuven                                       | 3 - 0                                           | K. Beerschot VA                                                | Henkinet Tshimanga, Kotysch, Schuermans, Duplus Keita, Mercier (70' Kehli), Van Hyfte (81' Sowah) Maertens, Henry, Myny (54' Aguemon)          | 26' Keita                                                  |
| 16 augustus 2019 20:30 King Power at Den Dreef Leuven Ref.: Jasper Vergoote Toeschouwers: 4.286      | Kotysch 14' Maertens 25' Henry 52'                        | 1 - 0 2 - 0 3 - 0                               |                                                                | Henkinet Tshimanga, Kotysch, Schuermans, Duplus Keita, Mercier (70' Kehli), Van Hyfte (81' Sowah) Maertens, Henry, Myny (54' Aguemon)          | 26' Keita                                                  |
| 31 augustus 2019 17:00 Daknamstadion Lokeren Ref.: Kevin Debeuckelaere Toeschouwers: 2.990           | KSC Lokeren                                               | 0 - 2                                           | Oud-Heverlee Leuven                                            | Henkinet Tshimanga, Kotysch, Schuermans, Duplus Keita, Mercier (73' Ngawa), Van Hyfte Maertens, Henry (60' Allemeersch), Aguemon (85' Sowah)   | 21' Keita 74' Ngawa                                        |
| 31 augustus 2019 17:00 Daknamstadion Lokeren Ref.: Kevin Debeuckelaere Toeschouwers: 2.990           |                                                           | 0 - 1 0 - 2                                     | 29'Henry 33' Maertens                                          | Henkinet Tshimanga, Kotysch, Schuermans, Duplus Keita, Mercier (73' Ngawa), Van Hyfte Maertens, Henry (60' Allemeersch), Aguemon (85' Sowah)   | 21' Keita 74' Ngawa                                        |
| 7 september 2019 20:30 King Power at Den Dreef Leuven Ref.: Ken Vermeiren Toeschouwers: 3.849        | Oud-Heverlee Leuven                                       | 4 - 0                                           | KSV Roeselare                                                  | Henkinet Tshimanga, Kotysch, Schuermans, Duplus Hubert, Mercier, Van Hyfte (72' Mbombo) Maertens, Henry (80' Perbet), Sowah (80' Kehli)        |                                                            |
| 7 september 2019 20:30 King Power at Den Dreef Leuven Ref.: Ken Vermeiren Toeschouwers: 3.849        | Sowah 1' Maertens 18' Maertens 39' Mbombo 74'             | 1 - 0 2 - 0 3 - 0 4 - 0                         |                                                                | Henkinet Tshimanga, Kotysch, Schuermans, Duplus Hubert, Mercier, Van Hyfte (72' Mbombo) Maertens, Henry (80' Perbet), Sowah (80' Kehli)        |                                                            |
| 14 september 2019 17:00 Dudenpark Sint-Gilis Ref.: Maarten Toeback Toeschouwers: 3.756               | Union Sint-Gillis                                         | 1 - 1                                           | Oud-Heverlee Leuven                                            | Henkinet Tshimanga, Kotysch, Schuermans, Duplus Keita, Mercier, Van Hyfte (89' Aguemon) Maertens, Henry (60' Perbet), Sowah                    |                                                            |
| 14 september 2019 17:00 Dudenpark Sint-Gilis Ref.: Maarten Toeback Toeschouwers: 3.756               | Nielsen 56'                                               | 1 - 0 1 - 1                                     | 82' (pen.) Henry                                               | Henkinet Tshimanga, Kotysch, Schuermans, Duplus Keita, Mercier, Van Hyfte (89' Aguemon) Maertens, Henry (60' Perbet), Sowah                    |                                                            |
| 22 september 2019 16:00 King Power at Den Dreef Leuven Ref.: Kevin Debeuckelaere Toeschouwers: 4.441 | Oud-Heverlee Leuven                                       | 1 - 0                                           | Lommel SK                                                      | Henkinet Tshimanga (72' Aguemon), Hubert, Schuermans, Duplus Keita, Mercier, Van Hyfte (61' Tučić) Maertens, Henry (80' Perbet), Sowah         | 47' Keita 75' Hubert                                       |
| 22 september 2019 16:00 King Power at Den Dreef Leuven Ref.: Kevin Debeuckelaere Toeschouwers: 4.441 | Perbet 82'                                                | 1 - 0                                           |                                                                | Henkinet Tshimanga (72' Aguemon), Hubert, Schuermans, Duplus Keita, Mercier, Van Hyfte (61' Tučić) Maertens, Henry (80' Perbet), Sowah         | 47' Keita 75' Hubert                                       |
| 28 september 2019 20:30 Olympisch Stadion Antwerpen Ref.: Jordy Vermeire Toeschouwers: 4.530         | K. Beerschot VA                                           | 1 - 2                                           | Oud-Heverlee Leuven                                            | Henkinet Tshimanga, Ngawa, Schuermans, Duplus Keita, Mercier (46' Mbombo), Van Hyfte (88' Kehli) Maertens, Henry, Sowah (72' Gillekens)        | 27' Mercier 65' Tshimanga 68' Henry 71' Henry 90' Henkinet |
| 28 september 2019 20:30 Olympisch Stadion Antwerpen Ref.: Jordy Vermeire Toeschouwers: 4.530         | Holzhauser 72' (pen.)                                     | 0 – 1 0 – 2 1 – 2                               | 16' Maertens 69' Mbombo                                        | Henkinet Tshimanga, Ngawa, Schuermans, Duplus Keita, Mercier (46' Mbombo), Van Hyfte (88' Kehli) Maertens, Henry, Sowah (72' Gillekens)        | 27' Mercier 65' Tshimanga 68' Henry 71' Henry 90' Henkinet |
| 5 oktober 2019 20:30 King Power at Den Dreef Leuven Ref.: Jasper Vergoote Toeschouwers: 4.658        | Oud-Heverlee Leuven                                       | 2 - 3                                           | KSC Lokeren                                                    | Henkinet Tshimanga, Ngawa, Schuermans, Duplus Maertens, Keita, Van Hyfte (83' Mercier), Sowah (46' Kehli) Mbombo (76' Aguemon), Perbet         | 60' Maertens                                               |
| 5 oktober 2019 20:30 King Power at Den Dreef Leuven Ref.: Jasper Vergoote Toeschouwers: 4.658        | Perbet 26' Van Hyfte 42'                                  | 0 - 1 1 - 1 1 - 2 2 - 2 2 - 3                   | 7' Hajric 34' Navarro 74' Koike                                | Henkinet Tshimanga, Ngawa, Schuermans, Duplus Maertens, Keita, Van Hyfte (83' Mercier), Sowah (46' Kehli) Mbombo (76' Aguemon), Perbet         | 60' Maertens                                               |
| 12 oktober 2019 20:30 Schiervelde Roeselare Ref.: Michiel De Cuyper Toeschouwers: 733                | KSV Roeselare                                             | 3 - 1                                           | Oud-Heverlee Leuven                                            | Henkinet Tshimanga, Ngawa, Schuermans, Duplus Keita, Mercier, Van Hyfte (40' Mbombo) Maertens, Perbet (40' Henry), Kehli (76' Gilis)           | 61' Keita 85' Schuermans                                   |
| 12 oktober 2019 20:30 Schiervelde Roeselare Ref.: Michiel De Cuyper Toeschouwers: 733                | Voet 23' Andzouana 31' Naessens 33'                       | 1 – 0 2 – 0 3 – 0 3 – 1                         | 90+1' Henry                                                    | Henkinet Tshimanga, Ngawa, Schuermans, Duplus Keita, Mercier, Van Hyfte (40' Mbombo) Maertens, Perbet (40' Henry), Kehli (76' Gilis)           | 61' Keita 85' Schuermans                                   |
| 20 oktober 2019 16:00 Soevereinstadion Lommel Ref.: Marc Nagtegaal Toeschouwers:1.850                | Lommel SK                                                 | 0 - 2                                           | Oud-Heverlee Leuven                                            | Henkinet Tshimanga, Ngawa, Schuermans, Gillekens, Duplus Maertens, Mbombo (46' Aguemon), Mercier (46' Sowah), Van Hyfte Henry (90' Perbet)     | 73' Maertens                                               |
| 20 oktober 2019 16:00 Soevereinstadion Lommel Ref.: Marc Nagtegaal Toeschouwers:1.850                |                                                           | 0 – 1 0 – 2                                     | 75' Van Hyfte 86' Henry                                        | Henkinet Tshimanga, Ngawa, Schuermans, Gillekens, Duplus Maertens, Mbombo (46' Aguemon), Mercier (46' Sowah), Van Hyfte Henry (90' Perbet)     | 73' Maertens                                               |
| 25 oktober 2019 20:30 King Power at Den Dreef Leuven Ref.: Wesley Alen Toeschouwers: 5.565           | Oud-Heverlee Leuven                                       | 2 - 1                                           | KVC Westerlo                                                   | Henkinet Aguemon, Tshimanga, Ngawa, Schuermans, Duplus Keita, Maertens, Sowah (90+2' Gillekens), Van Hyfte (80' Mbombo) Henry                  | 56' Duplus 85' Maertens 90' Henry                          |
| 25 oktober 2019 20:30 King Power at Den Dreef Leuven Ref.: Wesley Alen Toeschouwers: 5.565           | Sowah 23' Henry 28'                                       | 1 - 0 2 - 0 2 - 1                               | 32' Antunes                                                    | Henkinet Aguemon, Tshimanga, Ngawa, Schuermans, Duplus Keita, Maertens, Sowah (90+2' Gillekens), Van Hyfte (80' Mbombo) Henry                  | 56' Duplus 85' Maertens 90' Henry                          |
| 1 november 2019 20:30 King Power at Den Dreef Leuven Ref.: Jordy Vermeire Toeschouwers: 5.200        | Oud-Heverlee Leuven                                       | Stopgezet                                       | Union Sint-Gillis                                              | |                                                            |
| 1 november 2019 20:30 King Power at Den Dreef Leuven Ref.: Jordy Vermeire Toeschouwers: 5.200        |                                                           |                                                 |                                                                | |                                                            |
| 8 november 2019 20:30 Stade Yvan Georges Virton Ref.: Wesli De Cremer Toeschouwers: 4.507            | Excelsior Virton                                          | 0 - 1                                           | Oud-Heverlee Leuven                                            | Henkinet Aguemon, Tshimanga (75' Kotysch), Ngawa, Schuermans, Duplus Maertens (87' Kehli), Mercier, Sowah (78' Mbombo), Van Hyfte Henry        | 13' Maertens 77' Van Hyfte 90' Mbombo                      |
| 8 november 2019 20:30 Stade Yvan Georges Virton Ref.: Wesli De Cremer Toeschouwers: 4.507            |                                                           | 0 – 1                                           | 20' Henry                                                      | Henkinet Aguemon, Tshimanga (75' Kotysch), Ngawa, Schuermans, Duplus Maertens (87' Kehli), Mercier, Sowah (78' Mbombo), Van Hyfte Henry        | 13' Maertens 77' Van Hyfte 90' Mbombo                      |
| Periode 2                                                                                            |                                                           |                                                 |                                                                | |                                                            |
| 15 november 2019 20:30 King Power at Den Dreef Leuven Ref.: Jan Boterberg Toeschouwers: 4.732        | Oud-Heverlee Leuven                                       | 0 - 3                                           | K. Beerschot VA                                                | Henkinet Tshimanga, Kotysch (34' Gillekens (59' Mbombo)), Schuermans, Ngawa, Duplus Maertens, Mercier (58' Perbet), Van Hyfte Henry, Sowah     | 88' Duplus                                                 |
| 15 november 2019 20:30 King Power at Den Dreef Leuven Ref.: Jan Boterberg Toeschouwers: 4.732        |                                                           | 0 - 1 0 - 2 0 - 3                               | 48' Holzhauser 54' Noubissi 60' Vancamp                        | Henkinet Tshimanga, Kotysch (34' Gillekens (59' Mbombo)), Schuermans, Ngawa, Duplus Maertens, Mercier (58' Perbet), Van Hyfte Henry, Sowah     | 88' Duplus                                                 |
| 22 november 2019 20:30 't Kuipje Westerlo Ref.: Jasper Vergoote Toeschouwers: 3.574                  | KVC Westerlo                                              | 1 - 2                                           | Oud-Heverlee Leuven                                            | Henkinet Aguemon, Tshimanga, Schuermans, Ngawa, Duplus Maertens, Mercier (86' Mbombo), Van Hyfte Henry, Sowah (86' Kehli)                      |                                                            |
| 22 november 2019 20:30 't Kuipje Westerlo Ref.: Jasper Vergoote Toeschouwers: 3.574                  | Brüls 10'                                                 | 1 – 0 1 – 1 1 – 2                               | 28' Mercier 41' Schuermans                                     | Henkinet Aguemon, Tshimanga, Schuermans, Ngawa, Duplus Maertens, Mercier (86' Mbombo), Van Hyfte Henry, Sowah (86' Kehli)                      |                                                            |
| 29 november 2019 20:30 King Power at Den Dreef Leuven Ref.: Michiel De Cuyper Toeschouwers: 4.049    | Oud-Heverlee Leuven                                       | 2 - 1                                           | KSC Lokeren                                                    | Henkinet Aguemon, Tshimanga, Ngawa, Schuermans, Duplus Maertens, Mercier (76' Keita), Van Hyfte Henry, Sowah (88' Kehli)                       |                                                            |
| 29 november 2019 20:30 King Power at Den Dreef Leuven Ref.: Michiel De Cuyper Toeschouwers: 4.049    | Henry 51' Mercier 65'                                     | 1 - 0 2 - 0 2 - 1                               | 90' Koike                                                      | Henkinet Aguemon, Tshimanga, Ngawa, Schuermans, Duplus Maertens, Mercier (76' Keita), Van Hyfte Henry, Sowah (88' Kehli)                       |                                                            |
| 6 december 2019 20:30 Soevereinstadion Lommel Ref.: Jordy Vermeire Toeschouwers: 2.030               | Lommel SK                                                 | 3 - 2                                           | Oud-Heverlee Leuven                                            | Henkinet Aguemon (82' Perbet), Tshimanga, Ngawa, Schuermans, Duplus (72' Mbombo) Maertens, Mercier, Van Hyfte Henry, Sowah (72' Myny)          | 39' Ngawa 44' Aguemon                                      |
| 6 december 2019 20:30 Soevereinstadion Lommel Ref.: Jordy Vermeire Toeschouwers: 2.030               | Hendrickx 20' (pen.) Hendrickx 44' (pen.) Sanyang 63'     | 1 – 0 1 – 1 2 – 1 3 – 1 3 – 2                   | 35' Aguemon 77' Maertens                                       | Henkinet Aguemon (82' Perbet), Tshimanga, Ngawa, Schuermans, Duplus (72' Mbombo) Maertens, Mercier, Van Hyfte Henry, Sowah (72' Myny)          | 39' Ngawa 44' Aguemon                                      |
| 13 december 2019 20:30 Schiervelde Roeselare Ref.: Arthur Denil Toeschouwers: 839                    | KSV Roeselare                                             | 2 - 2                                           | Oud-Heverlee Leuven                                            | Henkinet Aguemon, Tshimanga, Ngawa, Schuermans, Duplus Maertens, Mercier, Van Hyfte (78' Perbet) Henry (83' Mbombo), Sowah (72' Keita)         | 74' Ngawa 90' Mercier                                      |
| 13 december 2019 20:30 Schiervelde Roeselare Ref.: Arthur Denil Toeschouwers: 839                    | Casagolda 38' Nouri 71'                                   | 0 – 1 1 – 1 1 – 2 2 – 2                         | 15' Henry 55' Sowah                                            | Henkinet Aguemon, Tshimanga, Ngawa, Schuermans, Duplus Maertens, Mercier, Van Hyfte (78' Perbet) Henry (83' Mbombo), Sowah (72' Keita)         | 74' Ngawa 90' Mercier                                      |
| 21 december 2019 20:30 King Power at Den Dreef Leuven Ref.: Wesli De Cremer Toeschouwers: 6.274      | Oud-Heverlee Leuven                                       | 0 - 2                                           | Excelsior Virton                                               | Keet Aguemon, Tshimanga, Schuermans, Ngawa (73' Perbet), Duplus Keita, Maertens, Mercier (59' Mbombo) Henry, Sowah (73' Myny)                  | 25' Duplus 38' Ngawa 84' Perbet                            |
| 21 december 2019 20:30 King Power at Den Dreef Leuven Ref.: Wesli De Cremer Toeschouwers: 6.274      |                                                           | 0 - 1 0 - 2                                     | 65' Joachim 90+5' Turpel                                       | Keet Aguemon, Tshimanga, Schuermans, Ngawa (73' Perbet), Duplus Keita, Maertens, Mercier (59' Mbombo) Henry, Sowah (73' Myny)                  | 25' Duplus 38' Ngawa 84' Perbet                            |
| 11 januari 2020 20:30 Dudenpark Sint-Gilis Ref.: Lothar D'hondt Toeschouwers: 3.001                  | Union Sint-Gillis                                         | 2 - 3                                           | Oud-Heverlee Leuven                                            | Keet (62' Henkinet) Aguemon (80' Perbet), Tshimanga, Schuermans, Ngawa, Duplus Keita, Maertens, Mercier Henry, Sowah (71' Myny)                |                                                            |
| 11 januari 2020 20:30 Dudenpark Sint-Gilis Ref.: Lothar D'hondt Toeschouwers: 3.001                  | Tabekou 63' Perdichizzi 66'                               | 0 - 1 0 - 2 1 - 2 2 - 2 2 - 3                   | 3' Henry 32' Maertens 90' Perbet                               | Keet (62' Henkinet) Aguemon (80' Perbet), Tshimanga, Schuermans, Ngawa, Duplus Keita, Maertens, Mercier Henry, Sowah (71' Myny)                |                                                            |
| 19 januari 2020 20:30 King Power at Den Dreef Leuven Ref.: Jonathan Lardot Toeschouwers: 4.827       | Oud-Heverlee Leuven                                       | 1 - 3                                           | KVC Westerlo                                                   | Keet Aguemon, Tshimanga, Schuermans, Ngawa (70' Myny), Duplus Keita (77' Van Hyfte), Maertens, Mercier Henry, Sowah (60' Perbet)               | 40' Duplus 89' Tshimanga                                   |
| 19 januari 2020 20:30 King Power at Den Dreef Leuven Ref.: Jonathan Lardot Toeschouwers: 4.827       | Mercier 44'                                               | 0 - 1 1 - 1 1 - 2 1 - 3                         | 28' Brüls 57' Dewaele 90' Janssens                             | Keet Aguemon, Tshimanga, Schuermans, Ngawa (70' Myny), Duplus Keita (77' Van Hyfte), Maertens, Mercier Henry, Sowah (60' Perbet)               | 40' Duplus 89' Tshimanga                                   |
| 24 januari 2020 20:30 Daknamstadion Lokeren Ref.: Wim Smet Toeschouwers: 3.373                       | KSC Lokeren                                               | 1 - 1                                           | Oud-Heverlee Leuven                                            | Keet Tshimanga, Schuermans, Hubert, Duplus Keita (78' Perbet), Mercier, Van Hyfte (70' Sowah) Aguemon, Henry, Maertens                         | 78' Maertens                                               |
| 24 januari 2020 20:30 Daknamstadion Lokeren Ref.: Wim Smet Toeschouwers: 3.373                       | Benchaib 9'                                               | 1 - 0 1 - 1                                     | 65' Maertens                                                   | Keet Tshimanga, Schuermans, Hubert, Duplus Keita (78' Perbet), Mercier, Van Hyfte (70' Sowah) Aguemon, Henry, Maertens                         | 78' Maertens                                               |
| 1 februari 2020 20:30 King Power at Den Dreef Leuven Ref.: Christof Dierick Toeschouwers: 3.660      | Oud-Heverlee Leuven                                       | 2 - 1                                           | KSV Roeselare                                                  | Keet Tshimanga, Schuermans, Hubert, Duplus Keita, Mercier, Van Hyfte Aguemon, Henry (88' Perbet), Sowah (80' Borges)                           | 68' Tshimanga                                              |
| 1 februari 2020 20:30 King Power at Den Dreef Leuven Ref.: Christof Dierick Toeschouwers: 3.660      | Van Hyfte 32' Henry 33'                                   | 0 - 1 1 - 1 2 - 1                               | 26' Nouri                                                      | Keet Tshimanga, Schuermans, Hubert, Duplus Keita, Mercier, Van Hyfte Aguemon, Henry (88' Perbet), Sowah (80' Borges)                           | 68' Tshimanga                                              |
| 8 februari 2020 17:00 King Power at Den Dreef Leuven Ref.: Kevin Van Damme Toeschouwers: 4.162       | Oud-Heverlee Leuven                                       | 3 - 0                                           | Lommel SK                                                      | Keet Tshimanga ('46 Ngawa), Schuermans, Van den Bergh ('79 Keita), Duplus Maertens, Mercier, Van Hyfte Aguemon, Henry (60' Perbet), Sowah      | 68' Van den Bergh                                          |
| 8 februari 2020 17:00 King Power at Den Dreef Leuven Ref.: Kevin Van Damme Toeschouwers: 4.162       | Van den Bergh 29' Tshimanga 38' Perbet 90'                | 1 - 0 2 - 0 3 - 0                               |                                                                | Keet Tshimanga ('46 Ngawa), Schuermans, Van den Bergh ('79 Keita), Duplus Maertens, Mercier, Van Hyfte Aguemon, Henry (60' Perbet), Sowah      | 68' Van den Bergh                                          |
| 11 februari 2020 20:30 King Power at Den Dreef Leuven Ref.: Nicolas Laforge Toeschouwers: 3.000      | Oud-Heverlee Leuven                                       | 0 - 0                                           | Union Sint-Gillis                                              | Henkinet Gaye, Schuermans, Raemaekers, Ngawa Tučić, Keita (85' Van Hyfte), Maertens (70' Mercier), Myny Mbombo (64' Aguemon), Perbet           | 55' Gaye 60' Gaye 72' Keita                                |
| 11 februari 2020 20:30 King Power at Den Dreef Leuven Ref.: Nicolas Laforge Toeschouwers: 3.000      |                                                           |                                                 |                                                                | Henkinet Gaye, Schuermans, Raemaekers, Ngawa Tučić, Keita (85' Van Hyfte), Maertens (70' Mercier), Myny Mbombo (64' Aguemon), Perbet           | 55' Gaye 60' Gaye 72' Keita                                |
| 14 februari 2020 20:30 Olympisch Stadion Antwerpen Ref.: Lothar D'hondt Toeschouwers: 6.900          | K. Beerschot VA                                           | 2 - 1                                           | Oud-Heverlee Leuven                                            | Henkinet Tshimanga, Schuermans, Van den Bergh, Duplus (73' Borges) Maertens, Mercier, Van Hyfte (62' Perbet) Aguemon, Henry, Sowah             | 33' Maertens 72' Aguemon                                   |
| 14 februari 2020 20:30 Olympisch Stadion Antwerpen Ref.: Lothar D'hondt Toeschouwers: 6.900          | Tissoudali 48' Frans 60'                                  | 1 – 0 2 – 0 2 – 1                               | 79' Van den Bergh                                              | Henkinet Tshimanga, Schuermans, Van den Bergh, Duplus (73' Borges) Maertens, Mercier, Van Hyfte (62' Perbet) Aguemon, Henry, Sowah             | 33' Maertens 72' Aguemon                                   |
| 21 februari 2020 20:30 King Power at Den Dreef Leuven Ref.: Jan Boterberg Toeschouwers: 4.561        | Oud-Heverlee Leuven                                       | 3 - 5                                           | Union Sint-Gillis                                              | Henkinet Tshimanga, Schuermans, Van den Bergh, Duplus (67' Borges) Keita (67' Perbet), Mercier, Van Hyfte (46' Sowah) Aguemon, Henry, Maertens | 63' Keita 64' Tshimanga 70' Henry                          |
| 21 februari 2020 20:30 King Power at Den Dreef Leuven Ref.: Jan Boterberg Toeschouwers: 4.561        | Henry 21' Maertens 72' Henry 82'                          | 0 – 1 1 – 1 1 – 2 1 – 3 2 – 3 3 – 3 3 – 4 3 – 5 | 15' Nielsen 28' Sigurdarson 31' Bah 84' Teuma 90' (pen.) Teuma | Henkinet Tshimanga, Schuermans, Van den Bergh, Duplus (67' Borges) Keita (67' Perbet), Mercier, Van Hyfte (46' Sowah) Aguemon, Henry, Maertens | 63' Keita 64' Tshimanga 70' Henry                          |
| 28 februari 2020 20:30 Stade Yvan Georges Virton Ref.: Marc Nagtegaal Toeschouwers: 2.360            | Excelsior Virton                                          | 4 - 1                                           | Oud-Heverlee Leuven                                            | Henkinet Van den Bergh, Kotysch (46' Ouédraogo), Hubert Laes, Van Hyfte, Lemti, Myny Tučić (60' Croizet), Mbombo, Borges (59' Perbet)          |                                                            |
| 28 februari 2020 20:30 Stade Yvan Georges Virton Ref.: Marc Nagtegaal Toeschouwers: 2.360            | Lapoussin 16' Ribeiro Costa 42' Joachim 77' Joachim 90+1' | 1 – 0 2 – 0 2 – 1 3 – 1 4 – 1                   | 61' Perbet                                                     | Henkinet Van den Bergh, Kotysch (46' Ouédraogo), Hubert Laes, Van Hyfte, Lemti, Myny Tučić (60' Croizet), Mbombo, Borges (59' Perbet)          |                                                            |

### Promotie play-offs

#### Wedstrijden
| Wedstrijddetails                                                                            | Thuisploeg          | Uitslag           | Uitploeg                                                  | Opstelling | Kaarten       |
| ------------------------------------------------------------------------------------------- | ------------------- | ----------------- | --------------------------------------------------------- | --- | ------------- |
| Heenwedstrijd                                                                               |                     |                   |                                                           | |               |
| 8 maart 2020 16:00 Olympisch Stadion Antwerpen Ref.: Alexandre Boucaut Toeschouwers: 12.000 | K. Beerschot VA     | 1 - 0             | Oud-Heverlee Leuven                                       | Henkinet Tshimanga (46' Aguemon), Schuermans, Van den Bergh, Duplus, Ngawa (55' Hubert) Keita, Maertens, Sowah Henry, Perbet (73' Mercier) | 55' Hubert    |
| 8 maart 2020 16:00 Olympisch Stadion Antwerpen Ref.: Alexandre Boucaut Toeschouwers: 12.000 | Tissoudali 22'      | 1 – 0             |                                                           | Henkinet Tshimanga (46' Aguemon), Schuermans, Van den Bergh, Duplus, Ngawa (55' Hubert) Keita, Maertens, Sowah Henry, Perbet (73' Mercier) | 55' Hubert    |
| Terugwedstrijd                                                                              |                     |                   |                                                           | |               |
| 2 augustus 2020 19:00 King Power at Den Dreef Leuven Ref.: Lawrence Visser Toeschouwers: 0  | Oud-Heverlee Leuven | 1 - 4             | K. Beerschot VA                                           | Keet Aguemon (46' Limbombe (79' Perbet)), Tshimanga, Schuermans, Kotysch, Duplus Ngawa (59' Croizet), Maertens, Mercier Henry, Sowah       | 60" Tshimanga |
| 2 augustus 2020 19:00 King Power at Den Dreef Leuven Ref.: Lawrence Visser Toeschouwers: 0  | Perbet 79'          | 0 - 1 0 - 2 0 - 3 | 42' (o) Schuermans 52' Tissoudali 62' Noubissi 90' Placca | Keet Aguemon (46' Limbombe (79' Perbet)), Tshimanga, Schuermans, Kotysch, Duplus Ngawa (59' Croizet), Maertens, Mercier Henry, Sowah       | 60" Tshimanga |

## Klassement

### Periodekampioenschappen

#### Periode 1
Rangschikking
| Pos | Team                | Wed | W | G | V | Ptn | DV | DT | +/− |                 |
| --- | ------------------- | --- | - | - | - | --- | -- | -- | --- | --------------- |
| 1   | Oud-Heverlee Leuven | 14  | 9 | 2 | 3 | 29  | 22 | 10 | +12 | Periodekampioen |
| 2   | Excelsior Virton    | 14  | 9 | 0 | 5 | 27  | 26 | 10 | +16 |                 |
| 3   | KVC Westerlo        | 14  | 8 | 2 | 4 | 26  | 21 | 10 | +11 |                 |
| 4   | Union Sint-Gillis   | 14  | 6 | 5 | 3 | 23  | 18 | 15 | +3  |                 |
| 5   | Beerschot VA        | 14  | 5 | 2 | 7 | 17  | 13 | 19 | −6  |                 |
| 6   | KSC Lokeren         | 14  | 3 | 4 | 7 | 13  | 13 | 23 | −10 |                 |
| 7   | KSV Roeselare       | 14  | 3 | 2 | 9 | 11  | 15 | 31 | −16 |                 |
| 8   | Lommel SK           | 14  | 2 | 5 | 7 | 11  | 9  | 19 | −10 |                 |

#### Periode 2
Rangschikking
| Pos | Team                | Wed | W | G | V | Ptn | DV | DT | +/− |                 |
| --- | ------------------- | --- | - | - | - | --- | -- | -- | --- | --------------- |
| 1   | Beerschot VA        | 14  | 7 | 5 | 2 | 26  | 18 | 13 | +5  | Periodekampioen |
| 2   | KVC Westerlo        | 14  | 7 | 2 | 5 | 23  | 24 | 20 | +4  |                 |
| 3   | Union Sint-Gillis   | 14  | 5 | 7 | 2 | 22  | 25 | 17 | +8  |                 |
| 4   | Excelsior Virton    | 14  | 5 | 5 | 4 | 20  | 18 | 16 | +2  |                 |
| 5   | Oud-Heverlee Leuven | 14  | 5 | 2 | 7 | 17  | 23 | 30 | −7  |                 |
| 6   | Lommel SK           | 14  | 4 | 4 | 6 | 16  | 12 | 18 | −6  |                 |
| 7   | KSV Roeselare       | 14  | 2 | 9 | 3 | 15  | 22 | 23 | −1  |                 |
| 8   | KSC Lokeren         | 14  | 1 | 4 | 9 | 7   | 11 | 26 | −15 |                 |

### Eindrangschikking
| Pos | Team                | Wed | W  | G  | V  | Ptn | DV | DT | +/− |      |
| --- | ------------------- | --- | -- | -- | -- | --- | -- | -- | --- | ---- |
| 1   | KVC Westerlo        | 28  | 15 | 4  | 9  | 49  | 45 | 30 | +15 |      |
| 2   | Excelsior Virton    | 28  | 14 | 5  | 9  | 47  | 44 | 26 | +18 |      |
| 3   | Oud-Heverlee Leuven | 28  | 14 | 4  | 10 | 46  | 45 | 40 | +5  | P    |
| 4   | Union Sint-Gillis   | 28  | 11 | 12 | 5  | 45  | 43 | 32 | +11 |      |
| 5   | Beerschot VA        | 28  | 12 | 7  | 9  | 43  | 31 | 32 | −1  | P    |
| 6   | Lommel SK           | 28  | 6  | 9  | 13 | 27  | 21 | 37 | −16 |      |
| 7   | KSV Roeselare       | 28  | 5  | 11 | 12 | 26  | 37 | 54 | −17 | PO 3 |
| 8   | KSC Lokeren         | 28  | 4  | 8  | 16 | 20  | 24 | 49 | −25 | PO 3 |

P: Periodewinnaars + promotie

## Beker van België
| Beker van België                                                                                    |                                                                       |                                     |                      | |            |
| Wedstrijddetails                                                                                    | Thuisploeg                                                            | Uitslag                             | Uitploeg             | Opstelling | Kaarten    |
| Ronde 5                                                                                             |                                                                       |                                     |                      | |            |
| 23 augustus 2019 20:30 King Power at Den Dreef Stadion Heverlee Ref.: Thomas Vanboven Toeschouwers: | OH Leuven                                                             | 6 – 0                               | RFC Wetteren (3 Am.) | Keet Duplus, Kotysch, Schuermans, Laes Keita (73' Hubert), Van Hyfte, Maertens Aguemon (65' Sowah), Henry (65' Allemeersch), Mercier          | 87' Duplus |
| 23 augustus 2019 20:30 King Power at Den Dreef Stadion Heverlee Ref.: Thomas Vanboven Toeschouwers: | Maertens 2' Aguemon 21' Henry 63' Sowah 79' Allemeersch 86' Sowah 90' | 1 – 0 2 – 0 3 – 0 4 – 0 5 – 0 6 – 0 |                      | Keet Duplus, Kotysch, Schuermans, Laes Keita (73' Hubert), Van Hyfte, Maertens Aguemon (65' Sowah), Henry (65' Allemeersch), Mercier          | 87' Duplus |
| 1/16e finale                                                                                        |                                                                       |                                     |                      | |            |
| 25 september 2019 20:30 Stayen Sint-Truiden Ref.: Michiel De Cuyper Toeschouwers: 2.144             | Sint-Truiden VV                                                       | 2 – 0                               | OH Leuven            | Keet Duplus, Schuermans, Ngawa Van Hyfte, Hubert (41' Gillekens), Maertens, Kehli (97' Sowah) Aguemon, Perbet (71' Henry), Mbombo (71' Tucic) | 16' Eppiah |
| 25 september 2019 20:30 Stayen Sint-Truiden Ref.: Michiel De Cuyper Toeschouwers: 2.144             | Boli 98' Botaka 116'                                                  | 1 – 0 2 – 0                         |                      | Keet Duplus, Schuermans, Ngawa Van Hyfte, Hubert (41' Gillekens), Maertens, Kehli (97' Sowah) Aguemon, Perbet (71' Henry), Mbombo (71' Tucic) | 16' Eppiah |